# فرانك مارش (سياسي)
فرانك مارش (بالإنجليزية: Frank Marsh)‏ هو سياسي أمريكي، ولد في 27 أبريل 1924 في نورفولك في الولايات المتحدة، وتوفي في 10 مارس 2001 في لنكن في الولايات المتحدة. حزبياً، نشط في الحزب الجمهوري. وقد انتخب أمين صندوق الدولة ‏.